# Pär Fontander
Pär Björn Fontander, född 29 juli 1959 i Stora Tuna församling i Kopparbergs län, är programledare på Sveriges Radio. Han har hörts i många olika program i kanalerna P3, P4 och SR Radio Stockholm. Han är kanske mest känd för sina insatser som nattpratare men även hårdrockprogrammet Rockbox.

## Bakgrund
Fontander är född och uppväxt i Stora Tuna utanför Borlänge i Dalarna. 1983 flyttade han till Stockholm för att pröva lyckan på Sveriges Radio, och sedan dess arbetar han heltid där som programledare, producent och reporter. Han är en av sönerna till Björn Fontander.

## Karriär
Pär Fontander var programledare för Rockbox i P3 1984-1989. Programmet var ett vattenhål för hårdrocksälskare under 80-talet eftersom det i stort sett var det enda radioprogrammet där uteslutande hårdrock spelades.
Efter att Rockbox lagts ner gjorde Fontander sommaren 1990 tre program med titeln ”Diezel”, samt sommaren 1991 tre program titulerade 'Riff Raff'. Både hade ungefär samma musikinnehåll som Rockbox, men var endast ett sporadiskt inslag i tablån.
Fontander brukade också vara en av programledarna för Sveriges Radios nattprogram ”Vaken med P3 och P4” med sändningstiden 00.03-06.00 på vardagar och 00.03-04.00 på helger. Efter en tid fick programmet utökad sändningstid till sex timmar per natt även under helgerna. 
Sedan 2007 hörs han i P4 Radio Stockholm där han leder förmiddagsprogrammet. 
I maj 2008 gav Fontander ut sin debutroman, Svart Hav, som är en spänningsroman med verklighetsbakgrund. Fontander bodde ett år i Spanien, och i samband med det fick han upp ögonen för problemen med flykting- och knarksmuggling från Afrika till Spanien och vidare upp i Europa. Efter research - både i Spanien och i Sverige - skrevs romanen.